# Eurytoma bicoloriventris
Eurytoma bicoloriventris är en stekelart som beskrevs av Girault 1915. Eurytoma bicoloriventris ingår i släktet Eurytoma och familjen kragglanssteklar. Inga underarter finns listade i Catalogue of Life.